# 2932 Кемпчинський
2932 Кемпчинський (2932 Kempchinsky) — астероїд головного поясу, відкритий 9 жовтня 1980 року.
Тіссеранів параметр щодо Юпітера — 3,093.